# GFT Technologies
O GFT Group – GFT Technologies SE (Gesellschaft für Technologietransfer) é um fornecedor internacional de serviços de tecnologias da informação e de desenvolvimento de software para os sectores industrial, financeiro e dos seguros, com sede em Estugarda, Alemanha. No ano fiscal de 2023, a empresa gerou uma receita de 801,74 milhões de euros e empregou mais de 9.100 pessoas a nível internacional. As acções da GFT estão cotadas na Bolsa de Valores de Frankfurt desde 1999 e fazem parte da SDAX desde 2021.

## Serviços
Os serviços da GFT destinam-se principalmente ao sector industrial, bem como aos prestadores de serviços financeiros e de seguros.
No domínio das tecnologias de computação em nuvem, a GFT oferece vários serviços, como a migração para a nuvem, bem como a modernização de aplicações e mainframes. Para o setor financeiro, a GFT utiliza a computação em nuvem para processar os principais processos das instituições financeiras, como as operações de pagamento, na nuvem.
No domínio da inteligência artificial, a GFT desenvolve programas baseados em tecnologia de aprendizado de máquina para a detecção de fraudes e para o controle visual da qualidade, entre outros. Estes programas são frequentemente utilizados em bancos, companhias de seguros e em aplicações de controle visual da qualidade na indústria, como na manutenção de máquinas e sistemas ou, por exemplo, no controle visual da qualidade de veículos.
A empresa também desenvolve aplicações baseadas na cadeia de blockchain, incluindo uma aplicação para mapear digitalmente ativos reais na cadeia de blocos e armazená-los de forma segura como ativos digitais e criptomoedas.
A empresa também utiliza a codificação verde. A codificação verde consiste em conceber o software de modo a que este consuma o mínimo de energia possível durante a sua utilização. A GFT também desenvolve vários softwares para clientes industriais, incluindo aplicações que determinam o consumo de energia das máquinas.

## História

### 1987–1999
O GFT Group foi fundado em 1987 por Ulrich Dietz e Michael Schönemann em St. Georgen, na Floresta Negra, e era conhecido como Gesellschaft für Technologietransfer mbH. Dietz inicialmente atuou como diretor administrativo desde o lançamento, antes de assumir todas as ações da GFT em 1991.
O primeiro produto da empresa, GRIT, foi lançado em 1990 e mais tarde se tornou um conjunto de gerenciamento de processos de negócios (BPM), conhecido como BPM Inspire.
Em 1993, o GFT Group desenvolveu sistemas para a Deutsche Post, que opera sob o DHL Group.
Em 1998, Ulrich Dietz se tornou o CEO (Diretor Executivo) do GFT Group.
Em 28 de junho de 1999, o IPO apareceu no Neuer Markt e tem operado como GFT Technologies desde então. Desde então, os proprietários detentores da maior parte das ações do GFT Group são Ulrich Dietz e sua esposa, Maria Dietz.

### 2000–2014
2001, a GFT adquiriu a emagine Group, uma subsidiária de TI do Deutsche Bank, e adicionou um novo centro de desenvolvimento em Barcelona, na Espanha, com cerca de 500 especialistas em TI para o setor bancário. No mesmo ano, a empresa adquiriu a Rule Financial, que passou a chamar-se GFT UK.
Em 2003, a GFT estabeleceu escritórios na Alemanha, Hungria e Espanha. Dois anos depois, em 2005, a empresa complementou as operações locais e nearshore existentes abrindo um centro de desenvolvimento de software offshore na Índia. No mesmo ano, a GFT modernizou as aplicações de TI de um provedor de serviços financeiros brasileiro, operando assim fora do mercado europeu pela primeira vez. Um centro de desenvolvimento também foi fundado em São Paulo.
2006, a GFT adquiriu a Parity Beteiligungsgesellschaft GmbH, juntamente com as suas filiais Parity Eurosoft e Parity Selection.
Em 2007, a empresa descontinuou completamente o pacote BPM Inspire e, no ano seguinte, em 2008, a sede da empresa foi transferida de St. Georgen para Stuttgart. No no seguinte, o Inspire foi transferido para sua própria sociedade com responsabilidade limitada (GmbH), a Inspire Technologies GmbH, por meio de uma aquisição de gestão.
Em 2010, a GFT vendeu sua divisão de software (GFT inboxx GmbH), optando por se concentrar em consultoria de TI e desenvolvimento de aplicativos, bem como na disponibilização de especialistas em TI.
No ano seguinte, em 2011, a GFT fundou o CODE_n. um concurso internacional anual de modelos de negócios baseados em TI. Tanto startups quanto empresas estabelecidas foram reunidas com serviços de consultoria, espaço de escritório compartilhado e eventos. Em 2021, a GFT vendeu suas ações na plataforma.
Em 2013, a empresa adquiriu 80% das ações da Sempla S.r.l., com sede na Itália. Com quase 500 funcionários, a GFT Itália é uma empresa líder em consultoria de TI na Itália, trabalhando com clientes de bancos comerciais e privados para soluções de TI especializadas.
Em 2014, a GFT adquiriu a empresa britânica Rule Financial Ltd. com 662 funcionários no Reino Unido, Polónia, EUA, Espanha, Canadá e Costa Rica. A aquisição aumentou a força de trabalho da GFT para cerca de 3.400 funcionários em 11 países.

### 2015 – atualidade
Em 18 de agosto de 2015, a GFT Technologies AG foi convertida numa Sociedade Europeia (SE). No mesmo ano, a divisão de Recursos Humanos, a emagine, foi vendida para a administração. A empresa também adquiriu o fornecedor espanhol de serviços bancários digitais Adesis Netlife S.L., trazendo a bordo mais 273 profissionais de TI com ampla experiência em bancos digitais. Com a Adesis, a GFT expandiu as suas atividades comerciais em Espanha e na América Latina (México).
Em 2016, a GFT adquiriu a Habber Tec Brasil, especialista brasileira em TI, expandindo ainda mais sua posição de mercado na América Latina e adicionando mais de 100 novos funcionários em São Paulo e Curitiba.
Em 2017, Marika Lulay assumiu a gestão da GFT Technologies no final da Assembleia Geral Anual, em 31 de maio. Ulrich Dietz, o Chief Executive Officer (CEO) até então, passou a ocupar o cargo de Presidente do Conselho de Administração.
Em 2018, a GFT expandiu suas operações para o Canadá com a aquisição da V-NEO Inc, que desenvolve soluções de TI para companhias de seguros e implementa os serviços da Guidewire. A iniciativa fortaleceu ainda mais sua posição de mercado na América do Norte. Esta aquisição levou a mais dois escritórios da GFT em Quebec (Canadá) e Bruxelas (Bélgica).
Em 2019, a empresa assumiu as atividades comerciais e os trabalhadores da Axoom GmbH em Karlsruhe, na Alemanha, para reforçar a sua estratégia industrial.
Ao longo de 2020, mais filiais asiáticas foram abertas em Cingapura e Hong Kong, na China, e, no início de 2021, um novo centro de entrega para a região asiática foi aberto no Vietnã. Neste mesmo ano, a GFT foi listada no SDAX.
Em março de 2023, o GFT Group anunciou a introdução da Universal Digital Payment Network (UDPN), juntamente com a Red Date Technology e a iniciativa Toko. Esta é uma rede baseada em blockchain que oferece interoperabilidade entre stablecoins regulamentadas e CBDC.
Em março de 2023, a GFT anunciou a aquisição da targens GmbH, do Landesbank Baden-Württemberg. No mesmo período, foi anunciada a introdução da Universal Digital Payment Network (UDPN), uma rede baseada em blockchain que oferece interoperabilidade entre stablecoins regulamentadas e CBDC. A iniciativa foi construída ao lado d a Red Date Technology e da iniciativa Toko.
Em janeiro de 2024, a GFT anunciou a aquisição de 100% das ações da empresa colombiana Sophos Solutions S.A.S., especialista em core banking. A Sophos é especializada na modernização de sistemas bancários centrais e na computação em nuvem. A aquisição custou à GFT cerca de 80 milhões de euros. Em março do mesmo ano, a GFT anunciou o lançamento da “Universal Digital Payments Network (UDPN) All-in-One Digital Currency Sandbox”, uma tecnologia que permite aos bancos testar os seus sistemas para lidar com moedas digitais.

## Números da empresa
No ano fiscal de 2023, a empresa gerou receitas de mais de 801 milhões de euros e empregou uma média de mais de 9.100 pessoas. Cerca de 90% das receitas foram geradas no exterior e 95% dos funcionários da GFT também estão baseados no exterior. A GFT está representada internacionalmente na Alemanha, Suíça, Polónia, Bélgica, França, Itália, Espanha, Brasil, Costa Rica, Canadá, México, EUA, Singapura, Reino Unido e Hong Kong.

### Estrutura acionista
| Parte  | Acionistas   |
| ------ | ------------ |
| 64,2 % | Free float   |
| 26,3 % | Ulrich Dietz |
| 9,5 %  | Maria Dietz  |

Em 31 de dezembro de 2023.

## Prémios e distinções
A GFT recebeu vários prémios de analistas da indústria pelos seus serviços. Estes incluem:
- 2022: Quadrante Spark Matrix Digital Banking Services. Líder a nível mundial (principal concorrente).[35]
- 2022: Capacidades de integração de sistemas do Everest Group para AWS (principal concorrente).[36]
- 2022: Capacidades de integração de sistemas do Everest Group para Azure (principal concorrente).[37]
- 2022: Everest Group System Integration Capabilities para Google Cloud Platform (Candidato principal).[38]
- 2022: Serviços Guidewire do Everest Group (Principais candidatos e estrelas).[39]
- 2023 Programa de Gestão de Riscos do Ano do CIR[40]
- Prémio FS Tech 2023: Inovação do Ano em Activos Digitais[41]